# Nick Payne
Nick Payne (1984) è uno sceneggiatore e drammaturgo britannico.

## Biografia
Payne ha studiato all'Università di York e alla Central School of Speech and Drama, prima di studiare drammaturgia con il corso del Royal Court Theatre. Nel 2009 ha fatto il suo debutto come drammaturgo con la pièce  If There Is I Haven't Found It Yet, in scena al Bush Theatre di Londra e a New York nel 2012 con Jake Gyllenhaal. Nel 2010 la sua seconda opera, Wanderlust, andò in scena al Royal Court Theatre, mentre nel 2011 ottenne il suo più grande successo con Constellations, che gli valse l'Evening Standard Theatre Award per la migliore opera teatrale. La pièce fu portata in scena con successo nel West End londinese e a Broadway, ancora una volta con Jake Gyllenhaal. Dal 2013 collabora con la Donmar Warehouse, per cui ha scritto i drammi The Same Deep Water As Me (2013) ed Elegy (2016). Nel 2019 una sua nuova opera teatrale, A Life, è andata in scena nell'Off Broadway, segnando il terzo sodalizio tra Payne e Gyllenhaal.

## Filmografia

### Cinema
- L'altra metà della storia (The Sense of an Ending), regia di Ritesh Batra (2017)
- L'ultima lettera d'amore (The Last Letter from Your Lover), regia di Augustine Frizzell (2021)
- We Live in Time - Tutto il tempo che abbiamo (We Live in Time), regia di John Crowley (2024)

### Televisione
- Wanderlust - serie TV, 6 episodi (2018)